# Comté de Carter (Kentucky)
Pour les articles homonymes, voir Comté de Carter.
Le comté de Carter est un comté de l'État du Kentucky, aux États-Unis, fondé en 1838.

## Histoire
Le comté a été fondé le 9 février 1838. Il a été nommé d'après William Grayson Carter, un sénateur du Kentucky.